# Сиф (богиня)
Сиф (др.-сканд. Sif) — златовласая богиня плодородия в германо-скандинавской мифологии, супруга Тора, жительница Асгарда.

## Мифология
Считалась второй после Фрейи по красоте. Известна волшебными золотыми волосами, которые, предположительно, символизируют плодородие. Мать валькирии Труд (Þrúðr), Моди и Улля (Тор не является отцом Улля).

По легендам, Локи из зависти к Тору прокрался к спящей богине ночью и остриг её наголо. Тор, узнав о случившемся, сразу догадался, кто мог так поступить с его супругой. Он готов был убить Локи, но тот поклялся исправить совершённое. Локи отправился в страну гномов к сыновьям Ивальди (иногда упоминается гном Двалин), славившимся кузнечным мастерством. Гномы, услышав просьбу Локи, обрадовались. Им уже давно хотелось показать асам своё необыкновенное искусство. Волосы, выкованные гномами, были описаны следующими словами:
«Длинные и густые, они были тоньше паутины, и, что самое удивительное, стоило их приложить к голове, как они сейчас же к ней прирастали и начинали расти, как настоящие, хотя и были сделаны из чистого золота».
Так Сиф получила свои золотые волосы, которые являются олицетворением колосящихся полей, напоминающих золотые девичьи волосы. Страдания богини Сиф, лишившейся из-за зависти Локи густых волос, отождествляются скандинавами с зимой, когда на полях вместо золотой нивы остаётся стерня.

## В современной культуре
На мифологической Сиф основан персонаж Marvel Comics Сиф, которую в фильме «Тор» (2011) и телесериале «Агенты «Щ.И.Т.»» (2013—2020) сыграла Джейми Александер.
Её именем также назван щитовой вулкан на Венере.